# Teledyne DALSA

Ehemaliges Logo von DALSA

Teledyne DALSA ist ein kanadischer Entwickler und Hersteller elektronischer Bauteile und Geräte, vor allem von CCD- und CMOS-Sensoren sowie digitaler Kinokameras.

## Geschichte
Das Unternehmen DALSA wurde 1980 durch den Professor Savvas Chamberlain im kanadischen Waterloo gegründet, der zuvor an der dortigen Universität unterrichtet hatte.
Nach der Gründung ging DALSA 1984 an die Börse. Das Unternehmen war an der Toronto Stock Exchange seit 1996 im freien Handel notiert und mit rund 700 Mitarbeitern und einem Umsatz von über 100 Millionen Dollar zwischenzeitlich einer der führenden Anbieter von Halbleitertechnik, Kameras und Bildsensoren. 2007 wurde DALSA zu einem der besten 100 Arbeitgeber Kanadas gewählt.
Im Jahr 2011 wurde DALSA durch das US-amerikanische Unternehmen Teledyne Technologies übernommen. Nach der Übernahme erfolgte eine Umfirmierung zu Teledyne DALSA.
Teledyne DALSA ist einer der wenigen Hersteller digitaler Kameras, der eine vertikal integrierte Fertigung besitzt. Das Unternehmen betreibt eine „Chipschmiede“ und zählt weiterhin zu den Kameraherstellern, die sowohl CCD-Sensoren wie CMOS-Sensoren nutzen.

## Niederlassungen
Neben dem Hauptquartier in Waterloo, erweiterte DALSA seine Aktivitäten inzwischen mit Niederlassungen in Colorado Springs, Billerica, San Juan Capistrano, Bromont, Montreal, und Eindhoven; weitere Vertriebsbüros gibt es in Deutschland und Japan.

## Produkte
Teledyne DALSA stellt eine vielfältige Palette unterschiedlicher Produkte für industrielle elektronische Bildverarbeitung her. Seit 2006 betreibt die Firma auch einen Kameraverleih für Kinoproduktionen in der Nähe von Los Angeles. Relevante Produkte sind beispielsweise Kameras für die jüngsten unbemannten Marsmissionen der NASA, die erste 4K digitale Kinokamera Origin oder der erste Bildsensor mit über 100 Millionen Pixeln, ein CCD-Sensor mit 111 Millionen Bildelementen.